# Mary Renault
Mary Renault, született: Eileen Mary Challans (London, 1905. szeptember 4. – Fokváros, 1983. december 13.) angol írónő.

## Pályája
Tanulmányait Oxfordban végezte, ahol 1928-ban szerzett diplomát. Ezután ápolónőként dolgozott Bristolban. Első regénye 1939-ben jelent meg. Egyetemi tanulmányai után ápolónői képzésen vett részt, ahol kapcsolat bontakozott ki egy kolléganője, Julie Mullard és ő közte. The Friendly Young Ladies című regényét, mely egy írónő és egy ápolónő kapcsolatáról szól, saját életéből merítette az ihletett. 1948-ban Dél-Afrikába költöztek, ahol 1956-tól Mary Renault már főként történelmi regények írásával foglalkozott. Tüdőgyulladásban hunyt el Fokvárosban 1983-ban.

## Művei
- Purposes of Love (amerikai cím: Promise of Love) (1939)
- Kind Are Her Answers (1940)
- The Friendly Young Ladies (amerikai cím: The Middle Mist) (1944)
- Return to Night (1947)
- The North Face (1948)
- The Charioteer (1953)
- The Last of the Wine (1956)
- The King Must Die (1958)
- The Bull from the Sea (1962)
- The Lion in the Gateway: The Heroic Battles of the Greeks and Persians at Marathon, Salamis, and Thermopylae (1964)
- The Mask of Apollo (1966)
- Fire from Heaven (1969)
- The Persian Boy (1972)
- The Nature of Alexander (1975)
- The Praise Singer (1978)
- Funeral Games (1981)

## Magyarul
- Thészeusz ifjúsága. Regény; ford. Kis Anna; Európa, Bp., 1961
- Apollón maszkja; ford. Róna Ilona; Európa, Bp., 1970 (Századok, emberek)
- Égi tűz; ford. Osztovits Levente; Európa, Bp., 1977 (Századok, emberek)
- A királynak meg kell halnia; ford. Széky János; Holnap, Bp., 1992

## Fordítás
- Ez a szócikk részben vagy egészben  a   Mary Renault című angol Wikipédia-szócikk fordításán alapul.  Az eredeti cikk szerkesztőit annak laptörténete sorolja fel. Ez a jelzés csupán a megfogalmazás eredetét és a szerzői jogokat jelzi, nem szolgál a cikkben szereplő információk forrásmegjelöléseként.